# Вакуумная формовка
Вакуумная формовка, технология горячего вакуумного формования — это производство изделий из термопластичных материалов в горячем виде методом воздействия вакуума или низкого давления воздуха.
Эта методика применяется в основном при серийном производстве объёмных изделий из пластика, однако в ряде случаев может применяться и при единичных тиражах.

## Принцип вакуумной формовки
Вакуумная формовка в сущности является вариантом вытяжки, при которой листовой пластик, расположенный над или под матрицей (инструментом формовки), нагревается до определённой температуры, и повторяет форму матрицы за счет создания вакуума между пластиком и матрицей.

### Преимущества производства форм методом вакуумного формования
- толщины используемого пластика варьируются от 0,05 до 6 мм, а получаемые изделия могут быть до 5 м в диаметре;
- возможность ручной распалубки форм;
- малая стоимость матрицы;
- малая стоимость необходимых материалов для производства оборудования вакуумной формовки;

## Применение
Материалы могут применяться самые различные: акрил и полистирол — прозрачный, молочный, цветной, АБС-пластик, ПВХ, ПЭТ, монолитный поликарбонат и пр. Стоит помнить лишь об отсутствии отрицательных углов. Имеется в виду, что все скосы, торцы изделия обязаны иметь углы 90° и выше.

### Подставки под продукцию, ложементы и стеллажи
Поскольку технология вакуумной формовки подразумевает тиражное производство, то изготовление пластиковых лотков, стеллажей и ложементов (вкладыш в упаковочную коробку, зеркально повторяющий форму изделия) имеет под собой абсолютно понятное экономическое обоснование.
Формовка осуществляется на специализированных вакуум-формовочных машинах, размер рабочего поля, к примеру, может составлять 1000×750 мм.
На этой площади можно расположить несколько изделий при соблюдении технологических расстояний между ними.
Формовочное оборудование снабжено вакуумным ресивером для формовки слаботекучих материалов, поточечный контроль теплового поля позволяет с высокой точностью выравнивать температуру прогрева материала по площади.
Это позволяет формовать сложные габаритные изделия с хорошим качеством.
При определении цены большое значение имеет сложность формы, глубина формования, наличие внутренней подсветки в готовом изделии, сложность постобработки и обрезки.
Основные материалы, применяемые для термоформования — акрил, полистирол, АБС-пластик, ПВХ, ПЭТ. Толщина формуемого материала находится в диапазоне от 0,4 до 6 мм.

## Основные формуемые материалы
| Полимерный материал                                                                         | Обозначение по ISO |
| ------------------------------------------------------------------------------------------- | ------------------ |
| Стандартный полистирол                                                                      | PS                 |
| Ударопрочный полистирол                                                                     | SB, HIPS           |
| Блок-сополимер стирол-бутадиен-стирол                                                       | SBS                |
| Лист из ориентированного полистирола                                                        | OPS, BOPS          |
| Лист из вспененного полистирола                                                             | EPS, XPS           |
| Сополимер стирола с акрилонитрилом                                                          | SAN                |
| Сополимер акрилонитрила, полибутадиена и стирола (АБС-пластик)                              | ABS                |
| Сополимер акрилового эфира, стирола и акрилонитрила                                         | ASA                |
| Непластифицированный поливинилхлорид                                                        | PVC-U              |
| Пластифицированный поливинилхлорид                                                          | PVC-P              |
| Лист из вспененного поливинилхлорида                                                        | EPVC               |
| Полиэтилен высокой плотности                                                                | HDPE               |
| Полиэтилен низкой плотности                                                                 | LDPE               |
| Лист из вспененного полиэтилена                                                             | EPE                |
| Полипропилен                                                                                | PP                 |
| Лист из вспененного полипропилена                                                           | EPP                |
| Полиметилметакрилат                                                                         | PMMA               |
| Полиоксиметилен, полиацеталь                                                                | POM                |
| Поликарбонат                                                                                | PC                 |
| Лист из вспененного поликарбоната                                                           | EPC                |
| Полиэфиркарбонат                                                                            | PEC                |
| Полифениленовый эфир                                                                        | PPE                |
| Полиамид                                                                                    | PA                 |
| Полиэтилентерефталат                                                                        | PET                |
| ПЭТ, практически некристаллический                                                          |                    |
| ПЭТ, аморфный                                                                               |                    |
| ПЭТ, частично кристаллический (с нуклеацией) лист из ориентированного полиэтилентерефталата | (OPET)             |
| Лист из вспененного полиэтилентерефталата                                                   | EPET               |
| Полисульфон                                                                                 | PSU                |
| Полиэфирсульфон                                                                             | PES                |
| Полифениленсульфид                                                                          | PPS                |
| Сополимер акрилонитрила/метакрилата/бутадиена                                               | A/MMA/B            |
| Ацетат целлюлозы                                                                            | CA                 |
| Ацетобутират целлюлозы                                                                      | CAB                |
| Диацетат целлюлозы                                                                          | (CdA)              |
| Полиэфиримид                                                                                | PEI                |
| Термопластичные эластомеры (термоэластопласты)                                              | TPE                |
| Термопластичный полиолефиновый эластомер                                                    | TPO                |